# كارلوس كادينا
كارلوس كادينا (بالإنجليزية: Carlos Cadena)‏ هو محامي وقاضي أمريكي، ولد في 1917، وتوفي في 2001.